# Gare de Laveline-devant-Bruyères
Gare de Laveline-devant-Bruyères vasútállomás Franciaországban, Laveline-devant-Bruyères településen.

## Vasútvonalak
Az állomást az alábbi vasútvonalak érintik:
- Arches-Saint-Dié-vasútvonal

## Kapcsolódó állomások
A vasútállomáshoz az alábbi állomások vannak a legközelebb:
- Gare de Bruyères
- Gare de Biffontaine